# Provincia Vibo Valentia
Vibo Valentia este o provincie în regiunea Calabria, Italia.

## Comunele
Teritoriul provinciei cuprinde 50 de comune. Cele cu mai mult de 5.000 de locuitori sunt:
| Comună          | Populație |
| --------------- | --------- |
| Vibo Valentia   | 33.853    |
| Pizzo           | 9.258     |
| Mileto          | 7.017     |
| Serra San Bruno | 6.971     |
| Tropea          | 6.725     |
| Nicotera        | 6.346     |
| Filadelfia      | 5.684     |

## Cetățenii străini
În ziua 31 decembrie 2010 cetățenii străini residenți erau 5.801 de oameni (3,48% din populație).
Naționalitățiile principale erau:
- România 1.904 (1,14%, 32,82% din cetățenii străini)
- Maroc 965 (0,58%)
- Bulgaria 807 (0,48%)
- Ucraina 548 (0,32%)
- Polonia 294 (0,17%)
- China 260 (0,15%)
- Germania 101 (0,06%)

## Transporte

### Autostradă
- Autostrada A3 pentru 41 km (de la Nord la Sud: ieșirile din Pizzo, Sant'Onofrio-Vibo Valentia Nord, Serre-Vibo Valentia Sud, Mileto)

### Drumuri Naționale
- SS18 (Napoli-Reggio Calabria)
- SS19dir (Pizzo-Marcellinara)
- SS110 (Ponte Angitola-Monasterace)
- SS182 (Vibo Valentia-Soverato)
- SS522 (Pizzo-Tropea)
- SS536 (Sant'Angelo-Taurianova)
- SS606 (Sant'Onofrio-Vibo Valentia)

### Căile Ferate
- Axa Napoli-Reggio Calabria (de la Nord la Sud: Gările din Vibo Valentia-Pizzo și Mileto)
- Linia Lamezia Terme Centrale-Rosarno (de la Nord la Sud: Gările din Pizzo, Vibo Marina, Briatico, Zambrone, Parghelia, Tropea, Santa Domenica (Ricadi), Ricadi, Joppolo, Nicotera)

### Porturi
- Tropea
- Vibo Marina
- Nicotera
- Pizzo